# کلیسای سنت لورنس، لندن

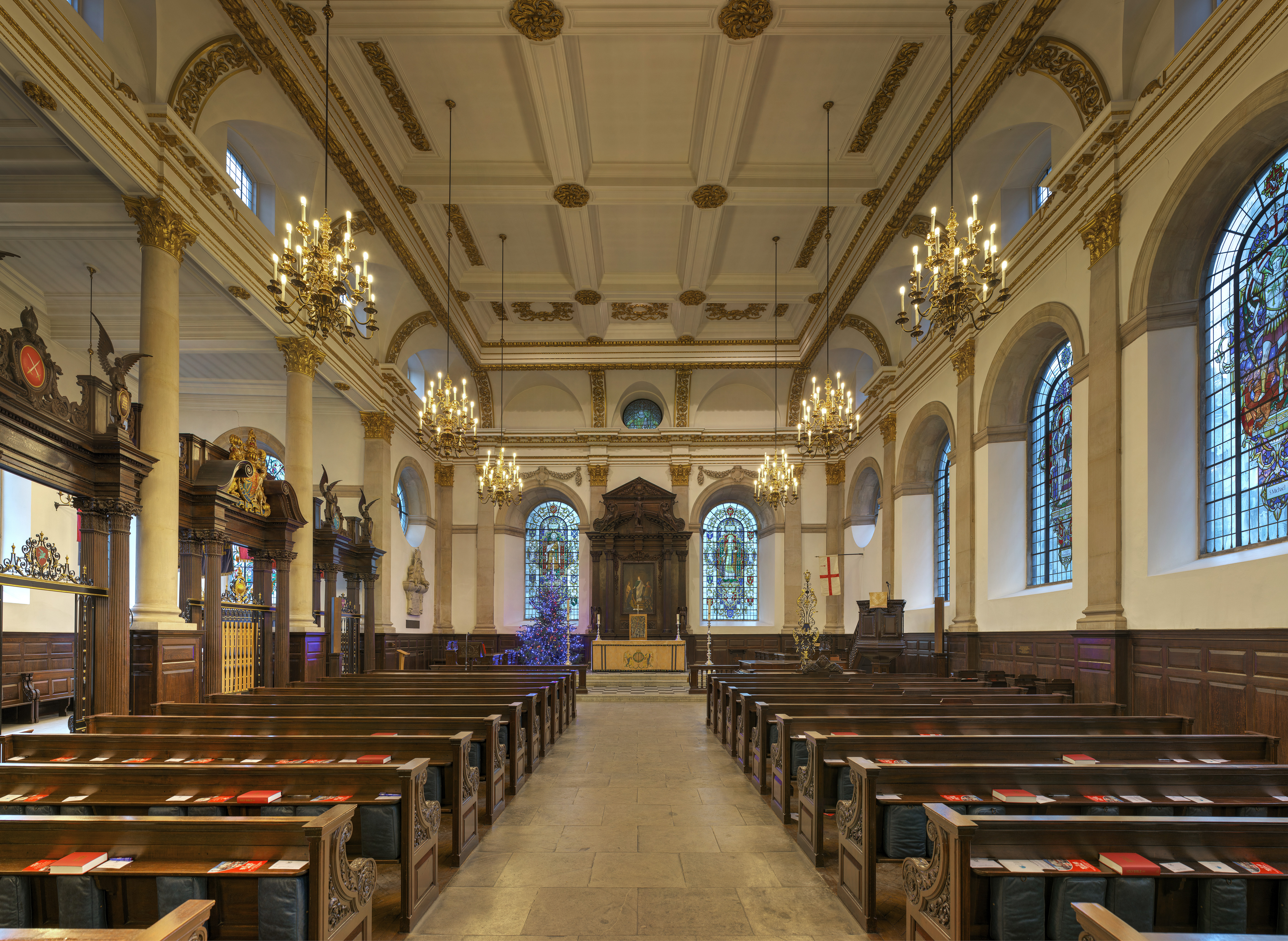
سالن داخلی کلیسای سنت لورنس

کلیسای سنت لورنس، لندن (انگلیسی: St Lawrence Jewry) یک کلیسا در انگلستان در شهر لندن در خیابان گرشام، جنب گیلدهال، لندن است. این کلیسا در آتش‌سوزی بزرگ لندن در سال ۱۶۶۶ نابود شد و با طراحی سر کریستوفر رن بازسازی شد. این کلیسای رسمی لردهای لندن محسوب می‌شود.

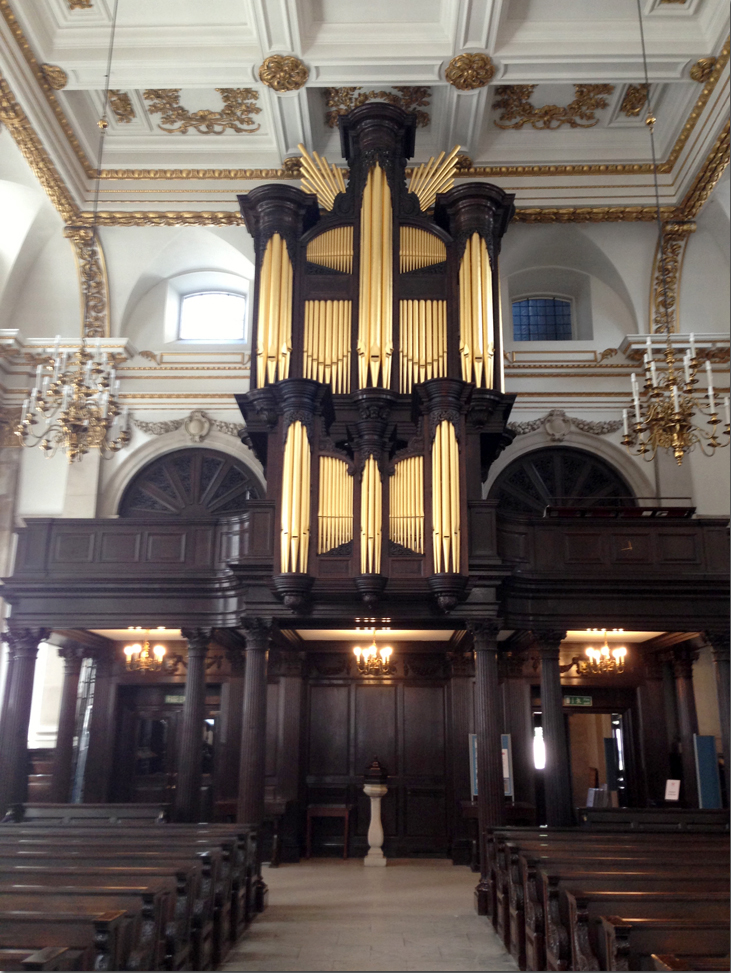
نمای داخلی کلیسا به سمت شرق و پشت کلیسا

## تاریخچه

### دوران قرون وسطی
این کلیسا در اصل در قرن دوازدهم ساخته شده و به سنت لارنس اختصاص داده شده‌است. بادنمای روی کلیسای کنونی به شکل ابزار شهادت است. این کلیسا در نزدیکی محله یهودیان قرون وسطایی سابق است، که در خیابان قدیمی یهودیان قرار داشت. از سال ۱۲۸۰ در کالج بالیول دانشگاه آکسفورد قرار داشت. سر توماس مور در کلیسای قدیمی تر این محل موعظه کرد.

### قرن هفدهم
در سال ۱۶۱۸ کلیسا تعمیر شد و کلیه پنجره‌های آن با شیشه‌های رنگی که توسط اهداکنندگان، تأمین شده بود منقش شد. کلیسای قرون وسطایی که در آتش‌سوزی بزرگ لندن ویران شده بود، توسط کریستوفر ورن بین سالهای ۱۶۷۰ و ۱۶۸۷ بازسازی شد.

### قرن بیستم
این کلیسا به‌دلیل حمله رعد آسا در ۲۹ دسامبر ۱۹۴۰، آسیب‌های گسترده‌ای متحمل شد؛ و پس از جنگ، شرکت سهامی شهر لندن موافقت کرد که آن را بازسازی کند زیرا دانشگاه بالولی بودجه‌ای برای این کار نداشت.
این کلیسا توسط سر جان بتیمن به عنوان «شهری بسیار پر زرق و برق» توصیف شده‌است. در ۴ ژانویه سال ۱۹۵۰ ساختمان آن به‌عنوان بنایی درجه ۱ شناخته می‌شد.

## کشیش‌ها (لیست ناقص)
- ۱۵۶۶–۱۵۷۰ ویلیام پالمر[۱۰]
- ۱۵۷۸–۱۵۸۱ ساموئل پرکینز[۱۱]
- ۱۶۵۰–۱۶۵۶ ریچارد وینس وزیر بود[۱۲]
- ۱۶۶۱–۱۶۶۲ ست وارد[۱۳]
- ۱۶۶۲–۱۶۶۸ جان ویلکینز[۱۴]
- ۱۶۶۸–۱۶۸۳ بنیامین کوکوت[۱۵]
- ۱۶۸۶–۱۷۲۱ جان مپلتوفت[۱۶]
- ۱۸۹۸–۱۹۲۰ جیمز استفان باراس[۱۷]
- ۲۰۰۷ - کانون دیوید پارت[۱۸]